# Hock Bertalan (oboaművész)
Hock Bertalan (Dunabogdány, 1928 – ?, 2019. szeptember) magyar oboaművész.

## Életútja
Hock Bertalan 1928-ban született Dunabogdányban. Német ajkú családba született, de magyar iskolába járt Nagymaroson. Zenei tanulmányait Dunabogdányban kezdte, előbb hegedülni, majd klarinétozni tanult. 15 évesen a Zeneakadémia oboa tanszakára járt, de tanulmányait csak 4 év hadifogság után tudta befejezni.
15 éves korában már a Honvéd Művészegyüttes Szimfonikus Zenekarában, 1956 után a MÁV Szimfonikusoknál játszott. Az Operaház zenekarába  1962-ben hívták meg, ennek 1985-ig volt első oboistája. 
Ezt követően két évtizedig előbb zenekari titkár, majd a Filharmóniai Társaság kottatárosa volt.
Hock Bertalan a zenén túl képzőművészettel is foglalkozott, többek között ő készítette a dunabogdányi Pro cultura emlékérem kisplasztikát, a Kétágú sípot is.
Haláláig szorosan kötődött szülőhelyéhez, Budapest és Dunabogdány között kétlaki életet élt.
Hock Bertalan testvére Hock Ferenc festőművész volt, fia Hock Bertalan orgonaművész.